# S.O.B.
S.O.B. é uma banda de grindcore formada em 1983 em Osaka, Japão.

## Integrantes

### Formação atual
- Oooga Booga - vocal
- Oseki - guitarra
- Trout Sniffer - baixo
- Yasue - bateria
- KTM SX125 - teclado

### Ex-integrantes
- Yoshitomo "Tottsuan"  Suzuki - vocal
- Naoto - vocal (também no Rise from the Dead)

### Convidados
- Kevin Sharp - vocal (Brutal Truth, Venomous Concept)
- Shane Embury - baixo (Brujeria, Napalm Death, Unseen Terror, Venomous Concept)
- Lee Dorrian - vocal de apoio (Cathedral, Napalm Death, Probot)

## Discografia

### Álbuns
- Don't Be Swindle (1987)
- What's the Truth (1990)
- Gate of Doom (1993)
- Vicious World (1994)
- Dub Grind (1999)
- Still Grind Attitude (2003)

### EPs
- Leave Me Alone (1986) Selfish Records
- Osaka Mon Amour (1988)
- Thrash Night (1989) Rise Above Records
- Split c/ Napalm Death (1989) Sound of Burial Records
- Suck Up Brain or Fuck Ya Brain? (1990) Sound of Burial Records

### Demo-tapes
- No Control (1987)

## Videografia
- History of... S.O.B. (2000) Specialized Affect